# Rabbi Akiva
Rabbi Akiva sau Akiva Ben Yossef (în ebraică:רבי עקיבא בן יוסף, circa 50 d.Hr.- 135 d.Hr) a fost unul din cei mai însemnați cărturari evrei din cea de-a treia generație de „tanaim”, autori ai Mișnei (sec.I-II e.n.). A fost unul din principalii contribuitori la elaborarea Mișnei, parte a Legii orale a iudaismului, și prin aceasta este considerat unul din fondatorii iudaismului rabinic. De asemenea a pus bazele comentariilor biblice numite Midrash halaha.  
I s-a atribuit uneori redactarea versiunii avraamice a cărții Sefer Yetzira, unul din principalele texte ale misticii evreiești. S-a pronunțat pentru introducerea Cărții Esterei și a Cântării Cântărilor în canonul Bibliei ebraice. În Talmud este poreclit „Fruntea învățaților” - Rosh la-hakhamim. 
În afară de aceasta, el a fost și o personalitate politică, fiind  trimis de iudei ca sol la Roma în vremea împăratului Domițian.
Se spune că pentru o standardiza calendarul liturgic iudaic și pentru a întări credința evreilor a vizitat comunitățile iudaice din Diaspora, în Asia Mică, Babilonia, Peninsula Arabă și Egipt.
După tradiție, a sprijinit Revolta lui Shimon Bar Kohba și ar fi văzut în conducătorul ei, Shimon ben Kosba, pe însuși Mesia, dându-i numele de Bar Kohba, adica „Fiul Stelei”. După înfrângerea răscoalei a fost arestat și executat în chinuri. Este socotit unul din cei zece martiri ai iudaismului din acea vreme.
Rabbi Akiva a avut mulți învățăcei, între care Rabbi Meir, Rabbi Nehemia, Rabbi Yehuda ben Ilay, Rabbi Shimon Bar Yohai și traducătorul în arameică al Bibliei ebraice, Aquilas din Synope.

## Biografia

### Prima parte a vieții
Nu se știe anul nașterii sale. Se presupune că s-a născut în jurul anului 50 e.n. și că era adolescent în timpul Marii Revolte a Iudeilor. Unii cred ca s-a născut mai devreme și că a fost încă înainte de răscoală elevul lui Rabi Elazar și al lui Rabi Yehoshua. Se știe foarte puțin și despre prima parte a vieții sale, în afara faptului că pe tatăl său îl chema Yosef și că, după o tradiție talmudică, acesta era un „gher" - neevreu convertitsau urmaș al unor convertiți, după legendă, un urmaș al comandantului canaanit Sisra. Se știe că Akiva era cioban în slujba lui Kalba Savua, tatăl Rahelei, care avea să-i fie prima sa soție. Unii presupun ca a ajuns cioban tocmai din cauza situației de orfan de tată și fiu de convertit, fără legături de familie. 
Rahel, fiica stăpânului său, Kalba Savua, a fost impresionată de calitățile și modestia sa și i-a promis mâna, cu condiția să învețe Tora. Tatăl ei a dezmoștenit-o și cei doi soți proaspeți au fost nevoiți să trăiască în sărăcie într-o magazie de paie  Învățații evrei au descris ulterior viața mizeră pe care a îndurat-o Akiva în vremea când a început să învețe Tora. 
„Zi de zi aducea o grămadă de copaci, din care o jumătate o vindea pentru a se întreține, iar pe cealaltă o folosea pentru sine. Vecinii i-au spus:Nu mai putem de fumul pe care-l faci, vinde-ne lemnele, și îți dăm în schimb ulei pentru lămpi. Le-a spus: am multe foloase de la ele, învăț la lumina focului lor, mă încălzesc cu ele și mai și dorm pe ele”
Tradiția povestește că Rabi Akiva a învățat Torá abia de la vârsta de 40 ani, și totuși a reușit să se impună ca unul din ei mai mari doctori ai legii. Dar această tradiție nu se împacă cu faptul că deja la 20 ani, după distrugerea Templului din Ierusalim, era menționat ca unul din mai marii învățați de la Academia din Iavne.  
Cartea Avot derabi Natan descrie însă astfel răscrucea în viața sa:  
„Avea patruzeci de ani și nu învățase nimic. Odată a stat la gura unei fântâni la Lod și a spus: Cine a cioplit piatra asta? I-au spus: Apa care s-a prăvălit peste ea de multe ori în fiece zi. Nu știi versetul «apele mănâncă pietrele»?  De îndată Rabi Akiva s-a gândit la sine: Dacă apa moale a cioplit în piatra cea tare, atunci vorbele Torei, care sunt tari ca fierul, nu-mi vor răzbi inima, care nu este decât carne și sânge? Pe loc s-a hotărât să se întoarcă la învățătură. Și el și copilul său au mers să învețe la cei ce îi învață pe prunci. Le-a spus: Rabi, învață-mă Tora! El a prins tăblița de un capăt, iar băiatul său  de celălat capăt. I-au scris alfabetul și l-a învățat. Și a tot învățat și învățat până ce a știut întreaga Torá. A mers Rabi Akiva și a învățat la  Rabi Eliezer și rabi Yehoshua și le-a cerut:Învățaților, lămuriți-mi pricinile Mișnei! Și când i-au spus o lege, s-a gândit în sinea sa, și a spus: Dar litera alef aceasta - de ce au scris-o?, dar beit aceasta de ce au scris-o?, vorba aceasta de ce s-a spus?  și a tot intrebat ca să înțeleagă....Rabi Tarfon i-a spus: Akiva, despre tine s-a scris (Iov, 28) „El a răscolit izvoarele apelor și tot ce era în adâncime a scos afară la lumină”, taine ascunse oamenilor le-a scos Rabi Akiva la lumină”
(Avot derabi Natan cap.6, halaha 2) 
Schimbarea cursului vieții lui Rabi Akiva la 40 ani a inspirat pe mulți care au găsit cu putință să-și schimbe viața la o vârstă mai înaintată.  
O tradiție talmudică alternativă relatează că Rabi Akiva s-a căsătorit cu soția guvernatorului roman „Turnusforus" (probabil Quintus Tineius Rufus) care venise să-l ispitească din inițiativa soțului ei, dar care, până la urmă, s-a convertit la iudaism și s-a măritat cu el. 
Dar în alt loc este scris că un cumnat al său, frate cu soția sa, purta numele ebraic Yehoshua.

## Figura lui Rabi Akiva în media literară și artistică
- Yehudit Shikman a compus cântecul „Holekh ledarko Akiva” (A pornit Akiva în calea sa), care este foarte popular în școlile evreilor ultrareligioși

1. ↑  vezi Maimonide în prefața la Mishne Tora
2. ↑  Talmudul babilonian, Sanhedrin, 56, 2, Brakhot 27, 2
3. ↑  Talmudul babilonian, Ktuvot, 62, 2
4. ↑  Talmudul Babilonian, Nedarim 50, 1
5. ↑  Avot derabi Natan cap. 6, Halacha 2
6. ↑  citat din Iov, 14,19
7. ↑  Talmudul, Nedarim 50, 2 și Avoda Zara 20, 1
8. ↑  Bentzion Fischler Rabi Akiva uneshotav - Rabi Akiva și soțiile sale în ziarul Haaretz
9. ↑  Talmud, Yadaim 3, Mishna 5